# آزادمنجیر
آزادمنجیر، روستایی است از توابع بخش مرکزی شهرستان سبزوار استان خراسان رضوی ایران.

## جمعیت
این روستا در دهستان رباط قرار داشته و بر اساس سرشماری سال ۱۳۸۵ جمعیت آن ۴۲۲ نفر (۱۳۳ خانوار)چون این روستادارای سطح کشاورزی است-مردم نیز به این روستا روی اورده‌اند.قیمت ملک در این روستا گران‌ترین قیمت ملک میباشد/تیم فوتبال و والیبال این ده یکی از قویترین تیمهادر سطح شهرستان به شمار می ایند 
بوده‌است.